# Pénélope Bonna
Pénélope Bonna (22 de mayo de 1988) es una deportista francesa que compitió en judo. Ganó dos medallas en el Campeonato Europeo de Judo, oro en 2011 y bronce en 2010.

## Palmarés internacional
| Campeonato Europeo | Campeonato Europeo | Campeonato Europeo | Campeonato Europeo |
| Año                | Lugar              | Medalla            | Categoría          |
| ------------------ | ------------------ | ------------------ | ------------------ |
| 2010               | Viena (Austria)    | Medalla de bronce  | –52 kg             |
| 2011               | Estambul (Turquía) | Medalla de oro     | –52 kg             |